# 末梢動脈疾患
末梢動脈疾患 (まっしょうどうみゃくしっかん、英: Peripheral artery disease、PAD) とは、心臓や脳に供給する動脈以外の動脈が異常に狭くなる疾患である。動脈の狭窄が心臓で起きた場合は虚血性心疾患とよばれ、脳で起きた場合は脳血管障害とよばれる。抹消動脈疾患が最も一般的にみられる部位は脚であるが、腕、首、腎臓などにも発症する場合がある。典型的な症状は、間欠跛行とよばれる歩行中の足の痛みであり、その痛みは休めると軽減する。その他の症状には、皮膚潰瘍、青紫色の皮膚、冷たい皮膚、影響される脚の爪や毛の異常な成長などがあげられる。合併症には、感染症や切断が必要とされる壊疽、虚血性心疾患、脳卒中などがあげられる。最大50%のPADの罹患者は症状がみられない。
PADの最大の危険因子は喫煙である。その他の危険因子には、糖尿病、高血圧、腎臓の問題、高コレステロール血症などがあげられる。PADの最も一般的な根底にある機序は、アテローム性動脈硬化であり、特に40歳以上の人である。その他の機序には、血管攣縮、血栓症、外傷、繊維筋性異形成、血管炎症候群などがあげられる。PADの診断は、一般的に足首の収縮期血圧を腕の収縮期血圧で割った値でである足首上腕指数(ABI)が0.90以下の場合にPADと診断される。また、ドプラ超音波検査や血管造影が用いられる場合もある。血管造影はより正確であり同時に治療が行えるが、しかし、使用するにあたり大きなリスクが伴う。
症状のないPADのスクリーニングの有用性については、適切な研究はされておらず明確ではない。間欠性跛行が伴う患者の場合、禁煙と監視の下での運動療法によって改善される。治療薬には、スタチン、アンジオテンシン変換酵素阻害薬、シロスタゾールなどが効果的な場合がる。アセチルサリチル酸は中等度に対しては効果的でないとされるが、一般的に、心臓発作のリスクを高めるより重度の特定の疾患に対して推奨される。ワルファリンなどの抗凝固約は一般的に効果的でない。PADの治療の過程にはバイパス移植術、血管形成術、アテローム切除術などがおこなわれる。
2015年におけるPADの世界的な疾病頻度は約1億5500万人である。年齢とともに一般的にみられる。先進国では、45～50歳の場合約5.3%、85～90歳の場合約18.6%の人が罹患している。発展途上国では45～50歳の場合約4.6%、85～90歳の場合約15%の人が罹患している。 先進国でのPADは男女同等に一般的にみられるが、発展途上国では女性の方がより一般的に罹患している。2015年のPADによる死亡者数は約52,500人であり、1990年の16,000人より増加している。